# Leitsmühle
Leitsmühle ist ein Gemeindeteil des Marktes Emskirchen im Landkreis Neustadt an der Aisch-Bad Windsheim (Mittelfranken, Bayern). Leitsmühle liegt in der Gemarkung Mausdorf.

## Geografie
Die Einöde liegt an der Mittleren Aurach. Im Süden grenzt das Waldgebiet Gestangach an, 0,75 km südwestlich liegt der Winterranken in den Waldgebieten Rüdern und Ebene, 0,75 km nördlich liegt das Schneckenfeld. Ein Anliegerweg führt zur Staatsstraße 2244 (0,5 km nordwestlich). Dort mündet eine Gemeindeverbindungsstraße, die nach Borbath führt (0,5 km nördlich).

## Geschichte
Der Ort wurde 1361/64 im burggräflichen Salbuch als „Leutsmuel“ erstmals erwähnt. Das Kloster Münchaurach erwarb in Grieshof und Leitsmühle Güter. 1637 wurden diese vom Klosteramt verkauft. 1730 wurden sie ein Rittergut mit erweiterter niederen Vogtei.
Gegen Ende des 18. Jahrhunderts bestand Leitsmühle aus einem Anwesen. Die Mühle hatte das Rittergut Sichardshof als Grundherrn. Unter der preußischen Verwaltung (1792–1806) des Fürstentums Bayreuth erhielt die Leitsmühle die Hausnummer 13 des Ortes Borbath.
Von 1797 bis 1810 unterstand der Ort dem Justizamt Markt Erlbach und dem Kammeramt Emskirchen. Im Rahmen des Gemeindeedikts wurde Leitsmühle dem 1811 gebildeten Steuerdistrikt Münchaurach und der 1813 gegründeten Ruralgemeinde Mausdorf zugeordnet. Für die freiwillige Gerichtsbarkeit und die Polizei war bis 1848 das Patrimonialgericht Sichardshof zuständig. Am 1. Januar 1978 wurde Mausdorf im Zuge der Gebietsreform in Bayern nach Emskirchen eingemeindet.

## Einwohnerentwicklung
| Jahr      | 001818 | 001840 | 001861 | 001871 | 001885 | 001900 | 001925 | 001950 | 001961 | 001970 | 001987 |
| Einwohner | 9      | 10     | 10     | 9      | 8      | 7      | 11     | 7      | 12     | 9      | 8      |
| Häuser    | 1      | 1      |        |        | 1      | 1      | 2      | 2      | 2      |        | 2      |
| Quelle    | [ 11 ] | [ 12 ] | [ 13 ] | [ 14 ] | [ 15 ] | [ 16 ] | [ 17 ] | [ 18 ] | [ 19 ] | [ 20 ] | [ 1 ]  |

## Religion
Der Ort ist seit der Reformation evangelisch-lutherisch geprägt und bis heute nach St. Kilian (Emskirchen) gepfarrt.